# História do México
A história do México abrange milênios. Povoado pela primeira vez há mais de 13 000 anos, o centro e o sul do México, (denominado Mesoamérica), viu a ascensão e a queda de civilizações indígenas complexas. Depois disso, o México se tornou uma sociedade de cultura múltipla, única no hemisfério ocidental, e as civilizações mesoamericanas desenvolveram sistemas de escrita em glifos, registrando a história política de conquistas e governantes. A história mesoamericana antes da chegada dos europeus é chamada de era pré-colombiana. Em 1821, ocorreu a independência do México e após a eclosão da Revolução Mexicana em 1910, o nível econômico do México cresceu rapidamente.

## México pré-colombiano

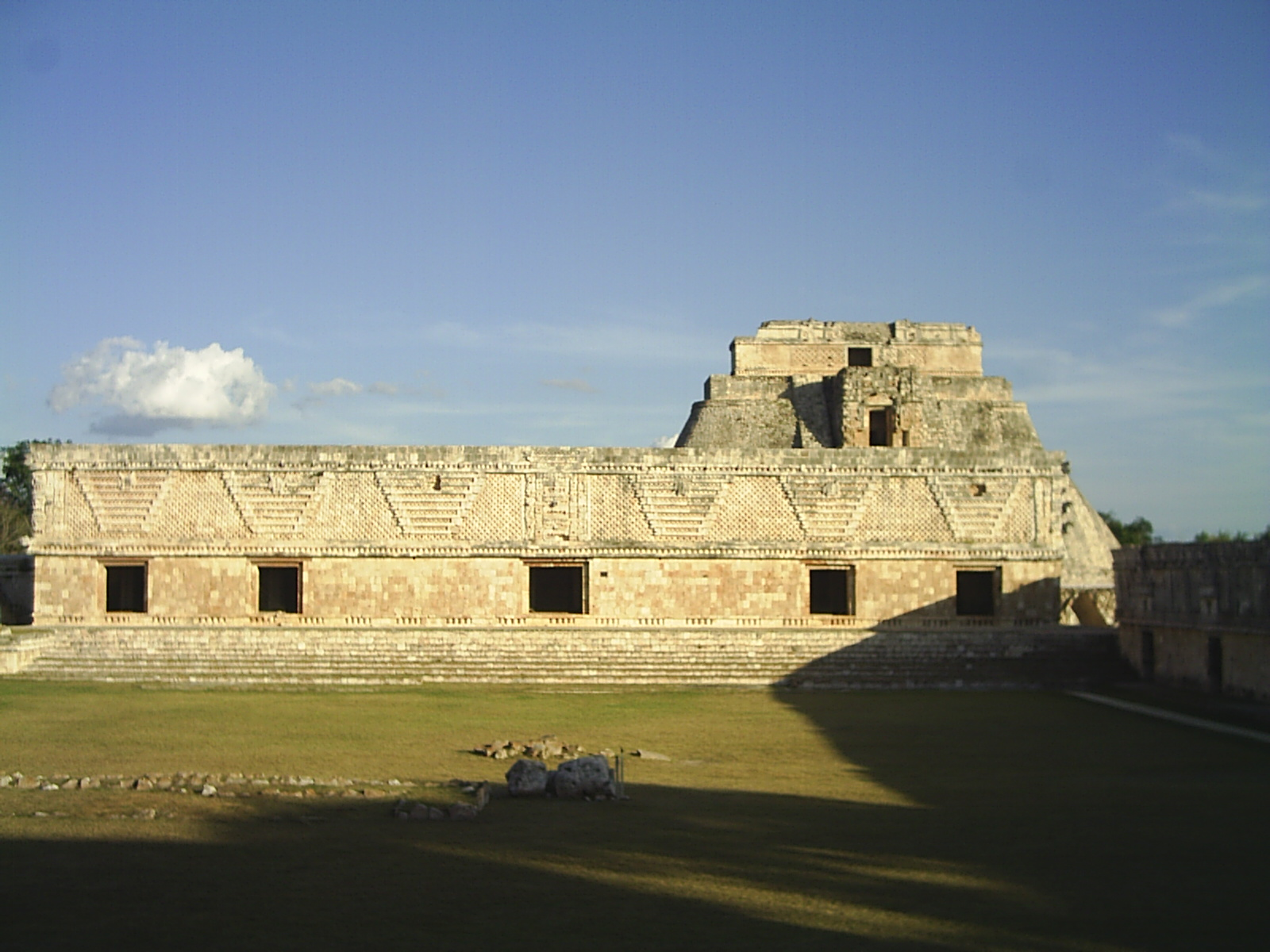
Arquitectura maia em Uxmal.

Civilizações grandes e complexas se desenvolveram nas regiões centro e sul do México (com a região sul se estendendo até o que hoje é a América Central) no que veio a ser conhecido como Mesoamérica. As civilizações que surgiram e declinaram ao longo dos milênios foram caracterizadas por:
- assentamentos urbanos significativos;
- arquitetura monumental, como templos, palácios e outras arquiteturas monumentais, como quadra de bola;
- a divisão da sociedade em elites religiosas, políticas e políticas (como guerreiros e mercadores) e plebeus que praticavam a agricultura de subsistência;
- transferência de tributo e divisão de trabalho dos plebeus para as elites;
- dependência da agricultura frequentemente complementada pela caça e pesca e a completa ausência de uma economia pastoril (pastoreio), uma vez que não havia animais de rebanho domesticados antes da chegada dos europeus;
- redes e mercados comerciais.

Essas civilizações surgiram em uma região sem grandes rios navegáveis, sem bestas de carga e terrenos difíceis impediam o movimento de pessoas e mercadorias. Civilizações indígenas desenvolveram rituais complexos e calendários solares, uma compreensão significativa da astronomia e formas de comunicação escritas em glifos.
A história do México antes da conquista espanhola é conhecida pelo trabalho de arqueólogos, epígrafes e etno-historiadores (estudantes de histórias indígenas, geralmente do ponto de vista indígena), que analisam manuscritos indígenas da Mesoamérica, particularmente códices astecas, códices maias e códices mixtecas.
Os relatos são escritos por espanhóis na época da conquista (os conquistadores) e por cronistas indígenas do período pós-conquista constituem a principal fonte de informação sobre o México na época da conquista espanhola.
Poucos manuscritos pictóricos (ou códices) das culturas maia, mixteca e mexica do período pós-clássico sobreviveram, mas progresso tem sido feito nos últimos anos em encontrar os remanescentes.

### Início
A presença de pessoas na Mesoamérica já foi considerada como datando de 40.000 anos atrás, uma estimativa baseada no que se acreditava serem pegadas antigas descobertas no Vale do México; mas após investigação adicional usando datação por radiocarbono, parece que essa data pode não ser precisa. Atualmente, alguns arqueólogos dizem que artefatos de pedra apontam para uma ocupação de mais de 30.000 anos, mas isto ainda não alcançou o consenso ; a história genética dos povos americanos aponta para grupos que se dispersaram pelas Américas por volta de 16.000 anos atrás, e um estudo intensivo do Vale do Tehuacán revela ocupação humana contínua há 12.000 anos.
Os povos indígenas no oeste do México começaram a criar seletivamente plantas de milho a partir de gramíneas precursoras (por exemplo, teosinto) entre 5.000 e 10.000 anos atrás.
A dieta do antigo centro e sul do México era variada, incluindo milho domesticado, abóboras, feijão comum, tomate, pimentão, mandioca, abacaxi, chocolate e tabaco. As Três Irmãs (milho, abóbora e feijão) constituíam a dieta principal.

### Religião
Os mesoamericanos tinham o conceito de divindades e religião, mas seu conceito era muito diferente dos conceitos abraâmicos. Os mesoamericanos acreditavam que tudo, cada elemento do cosmos, a terra, o sol, a lua, as estrelas, que a humanidade habita, tudo o que faz parte da natureza, como animais, plantas, água e montanhas, todos representavam uma manifestação do sobrenatural. Na maioria dos casos, deuses e deusas são frequentemente representados em relevos de pedra, decoração de cerâmica, pinturas de parede e nos vários maias, e em manuscritos pictóricos, como códices maias, códices astecas e códices mixtecas.
O panteão espiritual era vasto e extremamente complexo. No entanto, muitas das divindades descritas são comuns às várias civilizações e sua adoração sobreviveu por longos períodos de tempo. Frequentemente, assumiam características e até nomes diferentes em áreas diferentes, mas, na verdade, transcendiam culturas e tempos. Grandes máscaras com mandíbulas abertas e características monstruosas em pedra ou estuque costumavam ser localizadas na entrada de templos, simbolizando uma caverna ou caverna nos flancos das montanhas que permitiam o acesso às profundezas da Mãe Terra e às estradas sombrias que levam ao submundo. Os cultos ligados ao jaguar e ao jade permearam especialmente a religião em toda a Mesoamérica. O jade, com sua cor verde translúcida, era reverenciado junto com a água como símbolo de vida e fertilidade. O jaguar, ágil, poderoso e rápido, estava especialmente ligado aos guerreiros e como guias espirituais dos xamãs. Apesar das diferenças de cronologia ou geografia, os aspectos cruciais deste panteão religioso eram compartilhados entre o povo da antiga Mesoamérica.
Assim, essa qualidade de aceitação de novos deuses para a coleção de deuses existentes pode ter sido uma das características moldadoras para o sucesso durante a cristianização da Mesoamérica. Novos deuses não substituíram imediatamente os antigos; eles inicialmente se juntaram à crescente família de divindades ou foram fundidos com outras existentes que pareciam compartilhar características ou responsabilidades semelhantes.

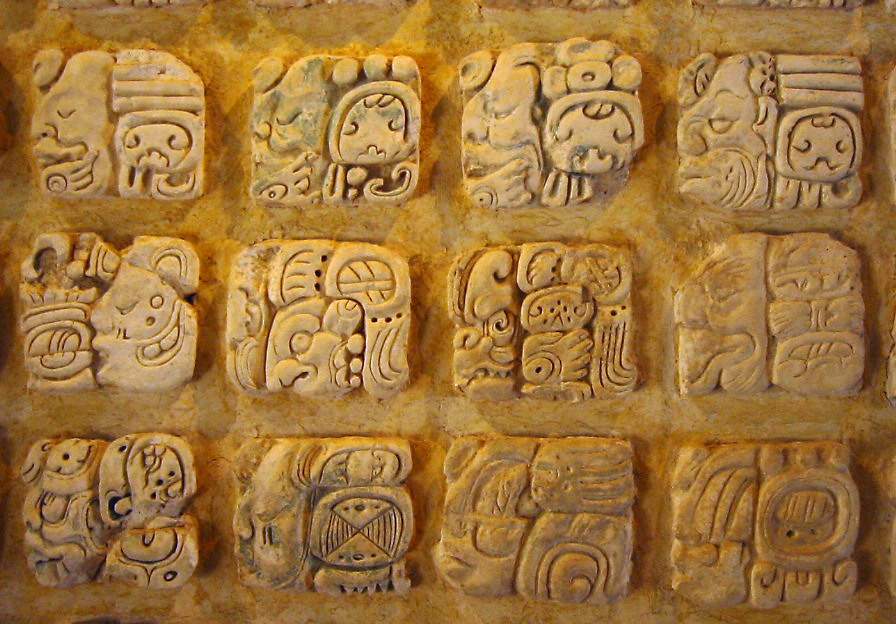
Glifos maias, um tipo de escrita mesoamericana.

Muito se sabe sobre a religião asteca devido ao trabalho dos primeiros frades mendicantes em seu trabalho para converter os povos indígenas ao cristianismo. Os escritos dos franciscanos Frei Toribio de Benavente Motolinia e Frei Bernardino de Sahagún e do dominicano Frei Diego Durán registraram muito sobre a religião nahua, uma vez que consideravam a compreensão das práticas antigas como essenciais para converter com sucesso as populações indígenas ao cristianismo.

### Escrita
A Mesoamérica é o único lugar nas Américas onde os sistemas de escrita indígenas foram inventados e usados antes da colonização europeia. Enquanto os tipos de sistemas de escrita na Mesoamérica variam de "escrita de imagens" minimalista a sistemas logofonéticos complexos capazes de registrar fala e literatura, todos eles compartilham algumas características básicas que os tornam visualmente e funcionalmente distintos de outros sistemas de escrita do mundo.
Embora muitos manuscritos indígenas tenham sido perdidos ou destruídos, textos conhecidos de códices astecas, códices maias e códices mixtecas ainda sobrevivem e são de intenso interesse para estudiosos da era pré-colombiana.
O fato de haver uma tradição pré-hispânica de escrita significa que, quando os frades espanhóis ensinaram os índios mexicanos a escrever suas próprias línguas, particularmente o nahuatl, uma tradição alfabética se estabeleceu. Foi usada em documentos oficiais para processos judiciais e outros instrumentos jurídicos. O uso formal de documentação em língua nativa durou até a independência mexicana em 1821. A partir do final do século XX, os estudiosos exploraram esses documentos em língua nativa em busca de informações sobre economia, cultura e língua da era colonial. A Nova Filologia é o nome atual desse ramo específico da etno-história mesoamericana da era colonial.

## Principais civilizações
Pode-se dizer que o México antigo produziu cinco civilizações principais: os olmecas, os maias, os teotihuacanos, os toltecas e os astecas. Ao contrário de outras sociedades indígenas mexicanas, essas civilizações (com exceção dos maias politicamente fragmentados) estenderam seu alcance político e cultural por todo o México e além.
Eles consolidaram o poder e exerceram influência em questões de comércio, arte, política, tecnologia e religião. Durante um período de 3.000 anos, outras potências regionais fizeram alianças econômicas e políticas com eles; muitos fizeram guerra contra eles. Mas quase todos se encontraram dentro de suas esferas de influência.

### A civilização olmeca

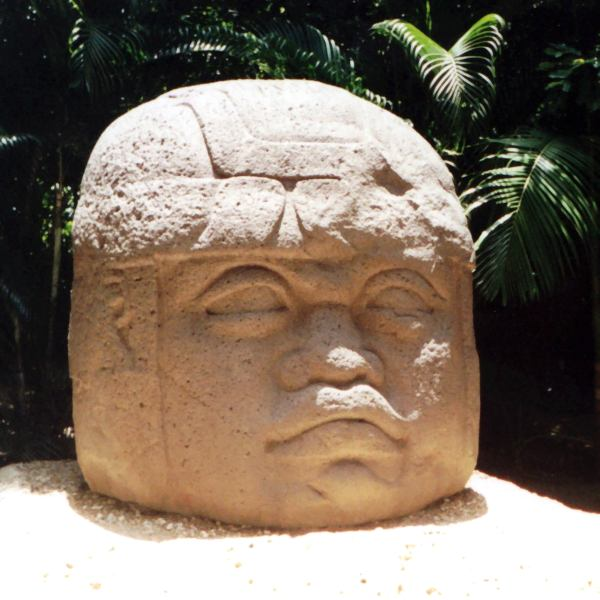
Cabeça colossal olmeca.

Os olmecas foram as primeiras civilizações mesoamericanas conhecidas. Seguindo um desenvolvimento progressivo a partir de Soconusco, eles ocuparam as planícies tropicais dos modernos estados mexicanos de Veracruz e Tabasco. Especula-se que os olmecas derivaram em parte das culturas vizinhas Mokaya ou Mixe-Zoque.
Os olmecas floresceram durante o período de formação da Mesoamérica, datando aproximadamente de 1 500 a.C. a cerca de 400 a.C.. As culturas pré-olmecas floresceram desde cerca de 2 500 a.C., mas por volta de 1600-1 500 a.C., a cultura olmeca primitiva emergiu, centrada no local de San Lorenzo Tenochtitlán, perto da costa no sudeste de Veracruz. Eles foram a primeira civilização mesoamericana e lançaram muitas das bases para as civilizações que se seguiram.
Entre outros "primeiros", os olmecas pareciam praticar o derramamento de sangue ritual e jogavam o jogo de bola mesoamericano, marcas registradas de quase todas as sociedades mesoamericanas subsequentes. O aspecto mais familiar dos olmecas agora é sua arte, particularmente as apropriadamente chamadas de "cabeças colossais".

### A civilização de Teotihuacan

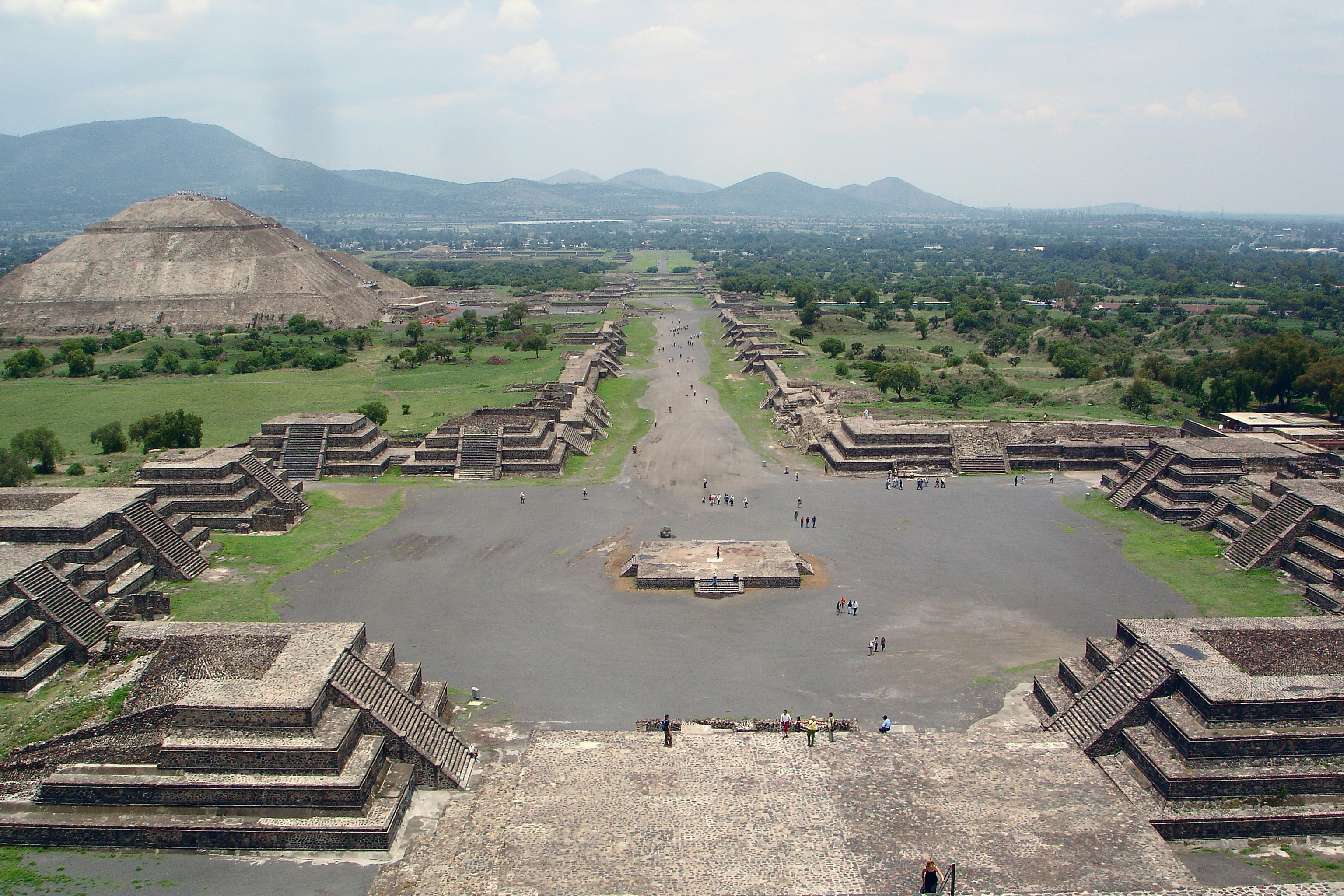
Vista de Teotihuacan da Avenida dos Mortos e da Pirâmide do Sol, da Pirâmide da Lua. Suas pirâmides monumentais ecoam as formas das montanhas circundantes.

O declínio dos olmecas resultou num vazio de poder no México. Deste vazio emergiu Teotihuacan, inicialmente em 300 a.C. Em 150, a grande cidade homônima dos Teotihuacan já era a primeira verdadeira metrópole do que agora se designa por América do Norte, com uma população estimada em 125.000 ou mais, tornando-a pelo menos a sexta maior cidade do mundo durante sua época.
Teotihuacan estabeleceu uma nova ordem política e económica nunca antes vista no México. A sua influência estendia-se por todo o México até à América Central, fundando novas dinastias nas cidades Maias de Tikal, Copán e Kaminaljuyú. A influência de Teotihuacan sobre a civilização maia não pode ser subestimada: transformou o poder político, manifestações artísticas e a natureza da economia. Na cidade de Teotihuacan propriamente dita vivia uma população cosmopolita. A maioria das etnias regionais do México encontravam-se representadas na cidade, como os zapotecas provenientes da região de Oaxaca.
Viviam em comunidades de apartamentos onde desenvolviam os seus misteres e contribuíam para o poder económico e cultural da cidade. A sua influência económica fazia-se sentir também em zonas do norte do México. Tratava-se de uma cidade cuja arquitectura monumental reflectia uma nova era na civilização mexicana, entrando em declínio político cerca do ano 650 a.C. mas com uma influência cultural duradoura durante a maior parte de um milénio até cerca do ano 950.

### A civilização maia

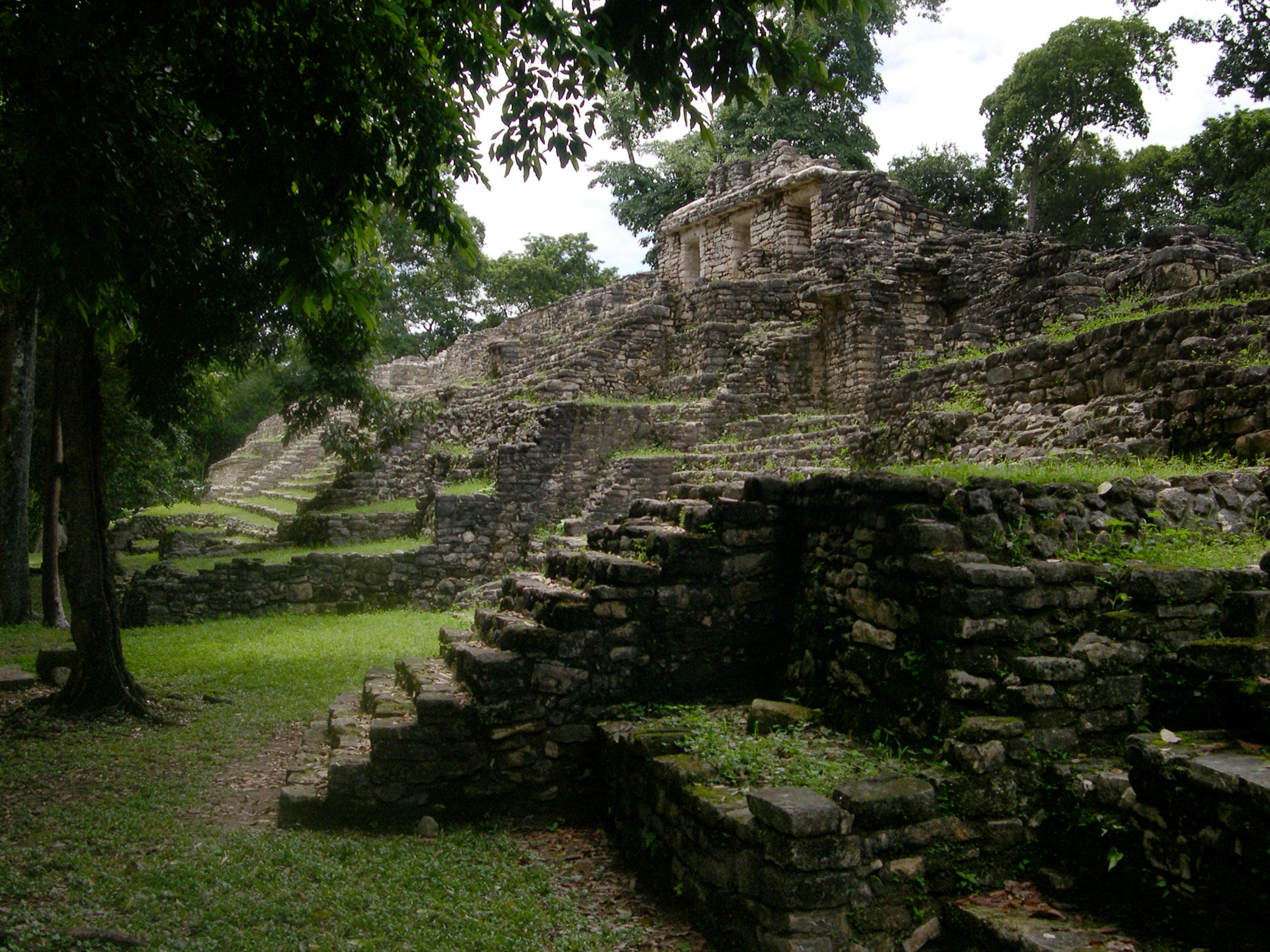
Imagem de uma das pirâmides do nível superior de Yaxchilán.

A civilização maia foi conhecida por sua escrita logosilábica - o sistema de escrita mais sofisticado e altamente desenvolvido nas Américas pré-colombianas - bem como por sua arte, arquitetura, matemática, calendário e sistema astronômico. A civilização maia se desenvolveu na área que hoje compreende o sudeste do México, toda a Guatemala e Belize e as partes ocidentais de Honduras e El Salvador. Inclui as planícies do norte da Península de Yucatán e as terras altas de Sierra Madre, o estado mexicano de Chiapas, o sul da Guatemala, El Salvador e as planícies do sul da planície litorânea do Pacífico. “Maia” é um termo moderno usado para se referir coletivamente aos vários povos que habitavam esta área. A designação Maya vem da antiga cidade de Yucatan, Mayapan, a última capital de um reino maia no período pós-clássico. Eles não se chamavam “Maias” e não tinham um senso de identidade comum ou unidade política.
Este período marcou o auge da construção em grande escala e do urbanismo, o registro de inscrições monumentais e demonstrou um desenvolvimento intelectual e artístico significativo, particularmente nas regiões de planície do sul. A paisagem política maia do período clássico foi comparada à da Itália renascentista ou da Grécia clássica, com várias cidades-estado envolvidas em uma rede complexa de alianças e inimizades.
A civilização maia clássica chegou a ter cerca de 40 cidades, cada cidade com uma população de 5.000 a 50.000 pessoas. Em seu pico, a população maia pode ter chegado a 2.000.000 de pessoas.

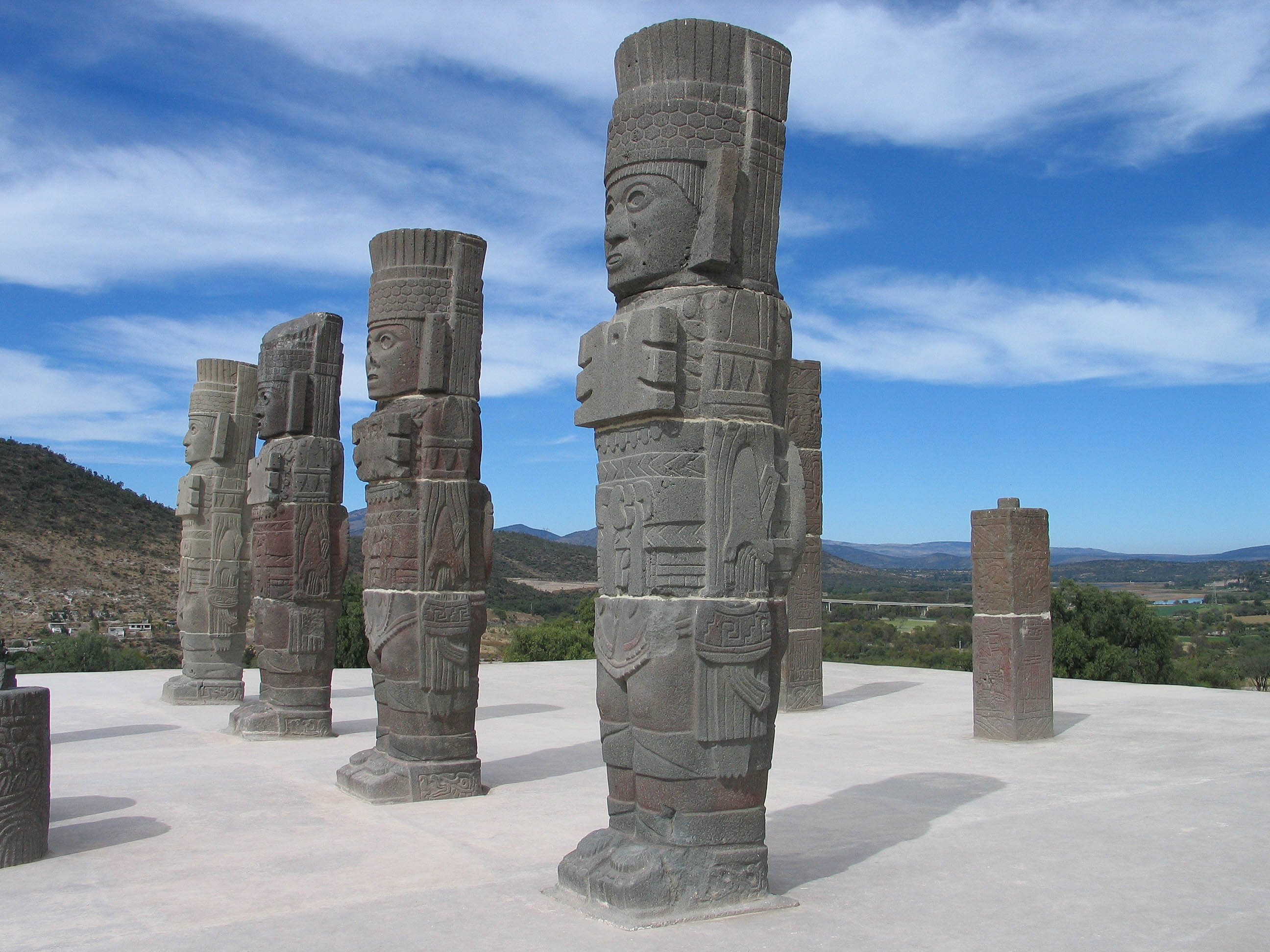
Atlantes de Tula, Hidalgo.

### A civilização tolteca
A cultura tolteca governou um estado centrado em Tula, Hidalgo, México, no início do período pós-clássico da cronologia mesoamericana (ca. 900-1521 d.C.). A cultura asteca posterior viu os toltecas como seus predecessores intelectuais e culturais e descreveu a cultura tolteca proveniente de Tōllān (nahuatl de Tula) como o epítome da civilização; na língua Nahuatl, a palavra Tōltēcatl passou a ter o significado de "artesão". A tradição oral e pictográfica asteca também descreveu a história de um Império Tolteca, dando listas de governantes e suas façanhas.
O império tolteca estender-se-ia até à América Central, a sul e a norte até à cultura anasazi, no sudoeste dos Estados Unidos. Os toltecas estabeleceram uma próspera rota de comércio de turquesa com a civilização setentrional de Pueblo Bonito, no que hoje é o Novo México. Os comerciantes toltecas trocavam penas de aves apreciadas com Pueblo Bonito, enquanto faziam circular pelos seus vizinhos mais próximos todos os melhores produtos que o México podia oferecer. Na cidade maia de Chichén Itzá, a civilização tolteca expandiu-se e os maias foram mais uma vez fortemente influenciados pelos povos do centro do México. O sistema político dos toltecas era tão influente, que todas as importantes dinastias maias reclamariam mais tarde ter ascendência tolteca. De facto, seria esta apreciada linhagem tolteca a preparar o caminho para a última grande civilização indígena do México.

### A civilização mexica (asteca)

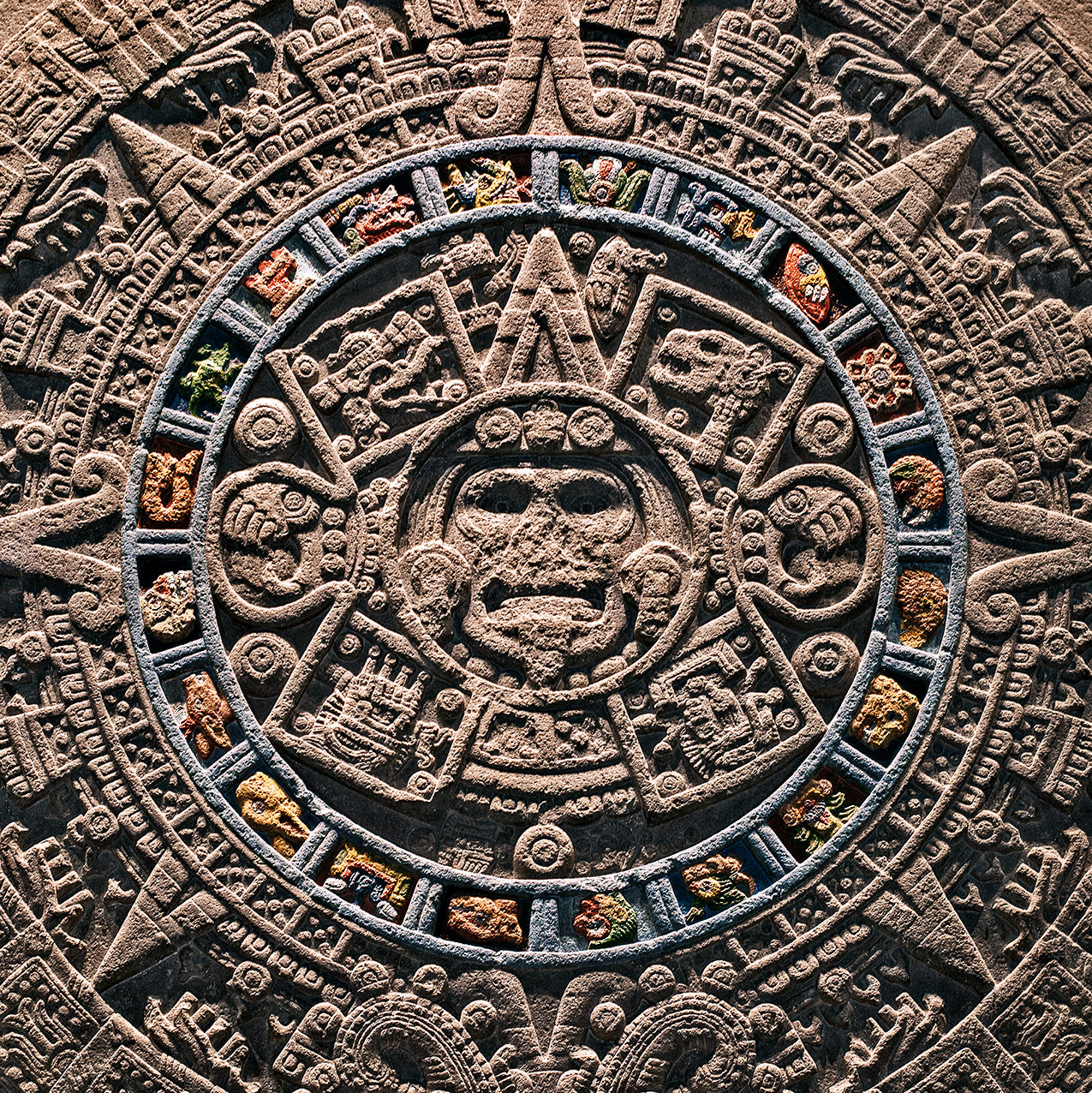
Símbolo asteca.

Com o declínio da civilização tolteca, veio a fragmentação política no Vale do México, e nesse novo jogo de competidores políticos pelo trono tolteca entraram os forasteiros: os astecas. Recém-chegados ao Vale do México e descendentes dos povos Nahuas , os astecas se viam como herdeiros das prestigiosas civilizações que os precederam, assim como Carlos Magno fez com relação ao caído Império Romano, autodenominando-se como Culhua-Mexica, para se ligar a Colhuacán, o centro do povo mais civilizado do Vale do México.
A base do sucesso asteca em criar um império parece ter sido a sua grande habilidade na agricultura, que incluía um cultivo intensivo de terras férteis, bem como complexos sistemas de irrigação e de recuperação de pântanos. A alta produtividade do seu sistema agrícola abriu as portas para formarem um Estado rico e populoso.
Em 1428, os astecas lideraram uma guerra de libertação contra seus governantes da cidade de Azcapotzalco, que havia subjugado a maioria dos povos do Vale do México. A revolta foi bem-sucedida, e os astecas, por meio de manobras políticas astutas e ferozes habilidades de luta, conseguiram criar uma verdadeira história "da pobreza à riqueza": eles se tornaram os governantes do México central como líderes da Tríplice Aliança, aliança era composta pelas cidades-estados de Tenochtitlan, Texcoco e Tlacopan .
Em seu auge, os astecas presidiram um rico império que continha de 400 a 500 pequenos estados, compreendendo em 1519 cerca de 5.000.000 a 6.000.000 de pessoas espalhadas por 80.000 milhas quadradas (207.200 km quadrados).  A expansão do império para o oeste foi interrompida pelos Purépecha (que possuíam armas de cobre e metal de última geração). As principais fontes de renda do império eram tributos e impostos, que eram cobrado por meio de uma elaborada burocracia de coletores de impostos, tribunais, funcionários públicos e funcionários locais que foram considerados como leais à Tríplice Aliança.  As regiões conquistadas homenageavam o imperador e os cidadãos astecas pagavam impostos (com exceção de sacerdotes, nobres, menores, órfãos, inválidos e mendigos). O não pagamento de impostos era punível com escravidão ou confisco de propriedade.
O império era principalmente econômico por natureza, e a Tríplice Aliança ficou muito rica: bibliotecas foram construídas, arquitetura monumental foi construída e uma classe sacerdotal e artística de alto prestígio foi cultivada. Tudo isso criou uma aura de invencibilidade de "Primeiro Mundo" em torno da cidade-ilha de Tenochtitlan (que era no local da atual Cidade do México). Entretanto, com a captura espanhola de Tenochtitlán em 1521, o império asteca chegou ao fim.

## Conquista espanhola

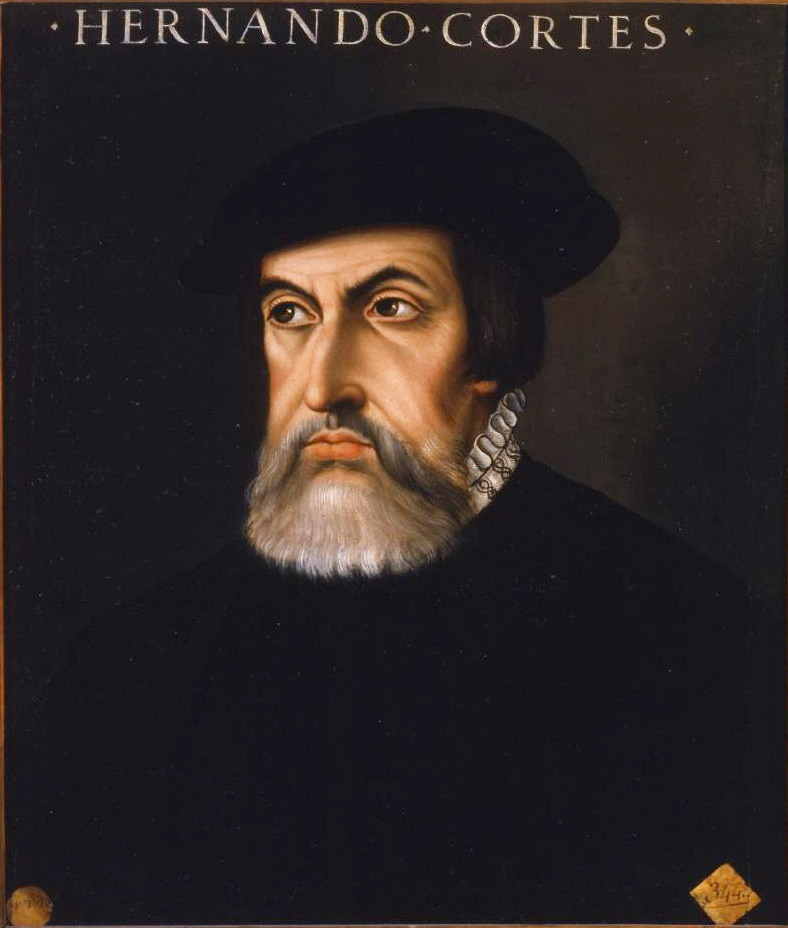
Hernán Cortés, conquistador do México.

Em 1519, as civilizações nativas do México foram invadidas pela Espanha, e dois anos mais tarde em 1521, a capital dos astecas, Tenochtitlan, foi conquistada por uma aliança entre espanhóis e tlaxcaltecas (os inimigos principais dos astecas). Francisco Hernández de Córdoba, descobridor do Iucatão, explorou as costa do sul do México em 1517, seguido por Juan de Grijalva em 1518. O mais importante dos conquistadores foi Hernán Cortés, que entrou no país em 1519, a partir de uma vila nativa costeira que ele rebaptizou de Puerto de la Villa Rica de Vera Cruz (hoje a cidade de Veracruz).
Contrariamente ao que geralmente se pensa, a Espanha não conquistou a totalidade do México em 1521 e passariam ainda dois séculos antes que tal sucedesse, havendo durante esse período rebeliões, ataques e guerras continuadas por parte de outros povos nativos contra os espanhóis.
Os astecas, a potência dominante no país, acreditavam (de acordo com mitos antigos) na tradição do regresso de Quetzalcóatl num ano Ce-Acatl. O calendário Pré-Colombiano era dividido em ciclos ou períodos de 52 anos. Cada 52º ano era um ano Ce-Acatl sendo 1519 um desses anos. Os astecas acreditavam que os conquistadores espanhóis eram enviados dos deuses (de acordo com os estudiosos ortodoxos), tendo oferecido pouca resistência aos seus avanços. (Ironicamente, Cortés não menciona este episódio nas suas cartas ao Rei Carlos V.)
Os estudiosos modernos começam a questionar esta forma de interpretar o que se passou. Reputados estudiosos dos astecas, como Ross Hassig da Universidade de Oklahoma, demonstraram que Quetzalcóatl era na realidade uma ordem religiosa de sacerdotes durante a anterior era tolteca. Esta ordem, sob tutela do seu líder Ce Ácatl Topiltzin Quetzalcóatl é famosa pelo seu exílio na zona oriental do México (no que é hoje o Iucatão). Os astecas puderam ter pensado que os espanhóis eram possivelmente da linhagem da Ordem de Quetzalcoatl e como tal merecedores tratamento diplomático.
Para aumentar ainda mais a confusão sobre este assunto, existe o facto de a língua nahuatl dos astecas estar repleta de termos para humildade e polidez, especialmente para convidados. Os embaixadores estrangeiros eram sempre tratados com reverência e convidados para a capital Tenochtitlan, onde experimentavam todos os aspectos da alta diplomacia esperada entre nações. Acabariam por se opor aos espanhóis, depois de se ter tornado evidente que estes não pertenciam à linhagem dos sacerdotes de Quetzalcóatl e que tão pouco eram deuses.
Após uma importante batalha em 1519, na qual as forças espanholas foram derrotadas e obrigadas a bater em retirada, os espanhóis reagruparam-se fora do Vale do México. Passados oito meses estavam de regresso, tendo ao seu lado um contingente ainda maior de nativos seus aliados. Por esta altura a varíola, trazida pelos espanhóis, havia dizimado a população asteca, reduzindo drasticamente a capacidade de combate das forças astecas. A capital Tenochtitlan foi sitiada, tendo este facto conduzido à derrota total dos astecas em 1521. Apesar das suas armas de metal, cavalos, canhões e milhares aliados indígenas, os espanhóis levaram sete meses inteiros para conseguir a capitulação dos astecas. Tratou-se de um dos mais longos cercos continuados da história mundial.
Foram três os principais factores contribuintes para a vitória espanhola. Em primeiro lugar, os espanhóis possuíam tecnologia militar superior, incluindo armas de fogo, bestas, armas de ferro e aço e cavalos. Outros aliados dos espanhóis foram as várias doenças do Velho Mundo que haviam levado com eles (principalmente a varíola), para as quais os nativos não tinham qualquer imunidade e que acabariam por tornar-se pandémicas, dizimando uma grande parte da população nativa. Por último, os espanhóis conseguiram fazer seus aliados vários povos sob o domínio do Império Asteca que viam os espanhóis como o meio de se libertarem do poder asteca, destacando-se de entre eles os tlaxcaltecas.

## Período colonial
Com a conquista, os espanhóis criaram um novo grupo étnico: os mestiços, resultado do facto de os conquistadores tomarem mulheres indígenas como medida preventiva contra a revolta dos nativos começando assim a mistura de ambas culturas. Frequentemente a violação era um factor no nascimento de crianças de raça mista.
A Inquisição Espanhola, bem como a sua descendente, a Inquisição Mexicana, continuaram a operar nas Américas até à declaração da independência do México.
Durante o período colonial, que durou de 1521 a 1810, o México era conhecido como Nueva España ou Nova Espanha, cujos territórios incluíam o que é hoje o México, as ilhas espanholas das Caraíbas, a América Central até à Costa Rica inclusive e uma área que continha o sudoeste dos Estados Unidos. A maior parte destas terras era dominada por proprietários espanhóis e os seus descendentes brancos. Na realidade, a política e a economia do México colonial eram totalmente dominadas pelos europeus. A seguir vinham os mestiços e os povos indígenas ocupavam o degrau mais baixo da sociedade.

## Guerra da independência mexicana
A luta pela independência começou em 16 de setembro de 1810, liderada por Miguel Hidalgo, um padre de ascendência espanhola (ver Grito de Dolores). Após a invasão da Espanha por Napoleão I e a colocação do irmão deste no trono espanhol, os conservadores mexicanos e os ricos proprietários, apoiantes da família real espanhola da Casa de Bourbon mostraram-se contrários às políticas napoleónicas comparativamente mais liberais . Assim nasceu no México uma aliança à primeira vista improvável: dum lado os liberales, ou liberais, que defendiam um México democrático; do outro os conservadores que pretendiam um México governado por um monarca de Bourbon, que restaurasse o anterior status quo. As duas partes acabaram por concordar que o México deveria tornar-se independente e decidir o seu próprio destino.
As figuras mais proeminentes da guerra da independência do México foram o padre José Maria Morelos y Pavón, Vicente Guerrero e o general Agustín de Iturbide. A guerra prolongar-se-ia por onze anos até à entrada do exército de libertação na Cidade do México em 1821. Assim, ainda que proclamada em 1810, a independência só foi conseguida em 1821, com a assinatura do Tratado de Córdoba, que ratificava o Plano de Iguala, no dia 24 de agosto de 1821, em Córdoba. Foram signatários deste tratado o vice-rei espanhol Juan O'Donojú e Agustín de Iturbide.
Em 1821 Agustín de Iturbide, um antigo general espanhol que havia passado para o lado das tropas independentistas, autoproclamou-se imperador (oficialmente tratava-se de uma medida temporária, até que se conseguisse persuadir um membro da realeza europeia a tornar-se monarca do México – ver Império Mexicano para mais informação). Uma rebelião contra Iturbide em 1823 levou à criação dos Estados Unidos Mexicanos. Em 1824 Guadalupe Victoria tornou-se o primeiro presidente do novo país; o seu nome de baptismo era Félix Fernandez tendo escolhido o seu novo nome por motivos simbólicos: Guadalupe como agradecimento pela protecção da Nossa Senhora de Guadalupe, e Victoria pela vitória obtida.

## A guerra com os Estados Unidos e as reformas liberais

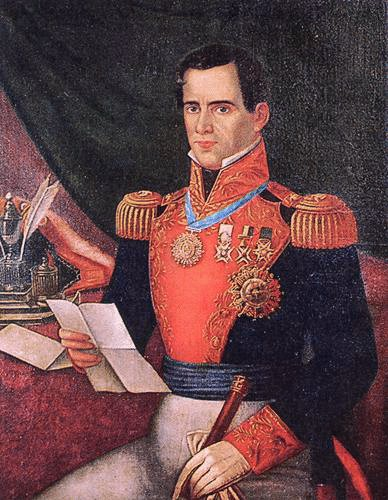
Antonio López de Santa Anna.

Durante grande parte do século XIX a situação política mexicana foi marcada pela constante instabilidade. A figura dominante do segundo quartel daquele século foi o ditador Antonio López de Santa Anna. Durante este período, foram perdidos para os Estados Unidos muitos dos territórios do norte do país. Santa Anna era o líder do país durante o conflito com o Texas, que se declarou independente do México em 1836, e ainda durante a Guerra Mexicano-Americana (1846-48). Desde esta guerra, os mexicanos lamentam a perda de metade do território inicialmente mexicano, parte por coerção e uma maior parte ainda vendida pelo ditador Santa Anna em seu próprio proveito.
Em 1855 Ignacio Comonfort, líder dos que se diziam moderados, foi eleito presidente. Os moderados tentaram encontrar um meio-termo entre as posições dos liberais e dos conservadores. Durante a sua presidência foi aprovada uma nova constituição. A constituição de 1857, mantinha a maior parte dos rendimentos e privilégios de que a Igreja Católica desfrutava no período colonial, mas ao contrário da constituição anterior não identificava a Igreja Católica como a religião exclusiva do país. Tais reformas eram inaceitáveis para os líderes do clero e para os conservadores, tendo conduzido à excomunhão de vários membros do gabinete do presidente e ao estalar de uma rebelião, que levaria à Guerra da Reforma que se prolongou desde Dezembro de 1857 até Janeiro de 1861. Esta guerra civil tornou-se progressivamente mais sangrenta tendo produzido uma polarização política do país. Muitos dos moderados passaram-se para o campo dos liberais, convencidos que o grande poder político detido pela igreja tinha que ser reduzido. Durante algum tempo existiram mesmo dois governos, um liberal e outro conservador, sediados em Veracruz e na Cidade do México, respectivamente. A vitória na guerra acabaria por sorrir aos liberais, com o presidente liberal Benito Juárez a transferir a sua administração de novo para a Cidade do Tenochtitlán.

## A segunda intervenção francesa e o imperador Maximiliano
Os mandatos presidenciais de Benito Juárez (1858-71) foram interrompidos pelo regime monárquico da casa de Habsburgo. Os conservadores tentaram instaurar uma monarquia ao ajudar a trazer para o México um arquiduque da Casa Real da Áustria, conhecido como Maximiliano de Habsburgo e sua esposa Carlota de Habsburgo, contando com o apoio militar da França, interessada na exploração das ricas minas do noroeste do país.
Ainda que o exército francês, então considerado um dos mais eficientes do mundo, tenha sido inicialmente derrotado na Batalha de Puebla em 5 de maio de 1862 (hoje em dia comemorada no feriado do Cinco de Mayo), os franceses acabariam por derrotar as forças do governo mexicano comandadas pelo general Ignacio Zaragoza, entronizando Maximiliano como Imperador do México. Maximiliano de Habsburgo defendia o estabelecimento de uma monarquia limitada, partilhando o poder com um congresso democraticamente eleito. Esta posição era demasiadamente liberal para os conservadores mexicanos, enquanto que os liberais recusavam aceitar um monarca, deixando Maximiliano com poucos aliados dentro do México. Maximiliano acabaria por ser capturado e executado no Cerro de las campanas, Querétaro, pelas forças leais ao presidente Benito Juárez, que havia mantido o governo federal em funcionamento durante a intervenção francesa que levara Maximiliano ao poder. Em 1867 a república foi restaurada e elaborada uma nova constituição que, entre outras coisas, confiscava as vastas propriedades da Igreja Católica (que era senhoria de metade do país), estabelecia os casamentos civis e proibia a participação dos sacerdotes na política (separação entre Igreja e Estado).
No entanto, havia um grande ressentimento dos conservadores contra o presidente Juárez (que julgavam concentrar demasiado poder e desejar ser reeleito), o que conduziu à rebelião contra o governo liderada por um dos generais do exército, Porfírio Díaz, com a proclamação do Plano de Tuxtepec em 1876.

## Porfiriato (1876–1910)

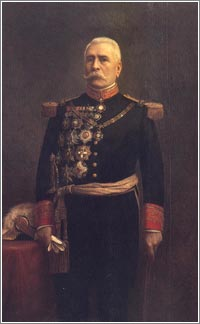
Porfírio Díaz.

O governo de Porfirio Díaz (1876–1911) foi dedicado ao império da lei, à supressão da violência e à modernização de todos os aspectos da sociedade e da economia. Diaz foi um astuto líder militar e político liberal que construiu uma base nacional de apoiadores. Para evitar antagonizar os católicos, ele evitou a aplicação de leis anticlericais. A infraestrutura do país foi muito melhorada, graças ao aumento do investimento estrangeiro da Grã-Bretanha e dos Estados Unidos e a um governo central forte e estável.
O aumento da receita tributária e a melhor administração melhoraram drasticamente a segurança pública, a saúde pública, as ferrovias, a mineração, a indústria, o comércio exterior e as finanças nacionais. Díaz modernizou o exército e suprimiu as revoltas e o banditismo. Após meio século de estagnação, onde a renda per capita era apenas um décimo das nações desenvolvidas como Grã-Bretanha e Estados Unidos, a economia mexicana decolou e cresceu a uma taxa anual de 2,3% (1877 a 1910), que era alta pelos padrões mundiais.
O México deixou de ser alvo do ridículo e passou a ser orgulho internacional. Enquanto as formas tradicionais estavam sendo desafiadas, os mexicanos urbanos debatiam a identidade nacional, a rejeição das culturas indígenas, a nova paixão pela cultura francesa depois que os franceses foram expulsos do México e o desafio de criar uma nação moderna por meio da industrialização e da modernização científica.

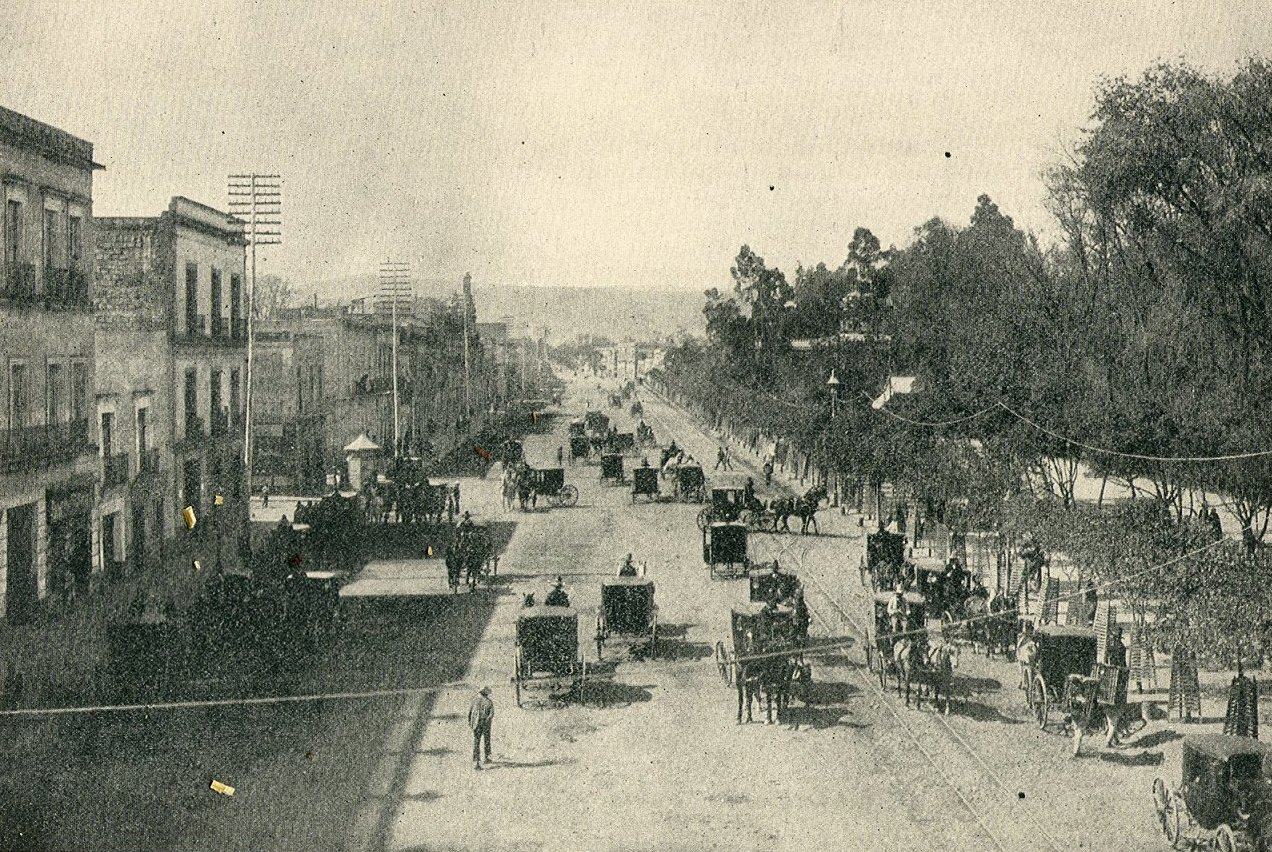
Trânsito na Cidade do México, em 1890.

### Ordem, progresso e ditadura
Em 1876, Lerdo foi reeleito, derrotando Porfirio Díaz. Díaz rebelou-se contra o governo com a proclamação do Plano de Tuxtepec, no qual se opôs à reeleição, em 1876. Díaz derrubou Lerdo, que fugiu do país, e foi nomeado presidente. Assim começou um período de mais de 30 anos (1876–1911) durante o qual Díaz foi o homem forte do México. Foi eleito presidente oito vezes, transferindo o poder apenas uma vez, de 1880 a 1884, para um aliado de confiança, o general Manuel González.
Este período de relativa prosperidade é conhecido como Porfiriato. Díaz permaneceu no poder manipulando eleições e censurando a imprensa. Possíveis rivais foram destruídos e generais populares foram transferidos para novas áreas, de forma que não puderam construir uma base de apoio permanente. O banditismo nas estradas que levam às grandes cidades foi amplamente reprimido pelos "Rurales", uma nova força policial controlada por Diaz. O banditismo permaneceu uma grande ameaça em áreas mais remotas, porque os Rurales compreendia menos de 1000 homens.
As habilidades políticas que Díaz usava com tanta eficácia antes de 1900 se desvaneceram, pois ele e seus conselheiros mais próximos estavam menos abertos a negociações com líderes mais jovens. Seu anúncio em 1908 de que ele se aposentaria em 1911 desencadeou um sentimento generalizado de que Díaz estava em declínio e que novas coalizões deveriam ser construídas. Mesmo assim, ele concorreu à reeleição e, em uma demonstração de apoio dos EUA, Díaz e Taft planejaram uma cúpula em El Paso, Texas, e Ciudad Juárez, no México, para 16 de outubro de 1909, um primeiro encontro histórico entre um presidente mexicano e um presidente dos Estados Unidos e também a primeira vez que um presidente americano cruzaria a fronteira com o México. Ambos os lados concordaram que a disputada tira de Chamizal que conecta El Paso a Ciudad Juárez seria considerada território neutro sem bandeiras presentes durante a cúpula, mas a reunião centrou a atenção neste território e resultou em ameaças de assassinato e outras graves preocupações de segurança.
No dia da cúpula, Frederick Russell Burnham, o famoso batedor, e o soldado C. R. Moore, um Texas Ranger, descobriram um homem segurando uma pistola de mão escondida no prédio da Câmara de Comércio de El Paso ao longo da rota da procissão.  Burnham e Moore capturaram e desarmaram o assassino a apenas alguns metros de Díaz e Taft. Ambos os presidentes saíram ilesos e a cúpula foi realizada. Eleito após uma eleição altamente polêmica, foi deposto em 1911 e forçado ao exílio na França, depois que unidades do Exército se rebelaram.

### População e saúde pública
Sob Díaz, a população cresceu continuamente de 11 milhões em 1877 para 15 milhões em 1910. Por causa da altíssima mortalidade infantil (22% dos bebês morreram), a expectativa de vida ao nascer era de apenas 25,0 anos em 1900. Poucos imigrantes chegaram. Díaz deu enorme poder e prestígio ao Conselho Superior de Saúde, que desenvolveu uma estratégia consistente e assertiva com base em padrões científicos internacionais atualizados. Assumiu o controle da certificação da doença; notificação imediata necessária da doença; e lançou campanhas contra doenças tropicais como a febre amarela.

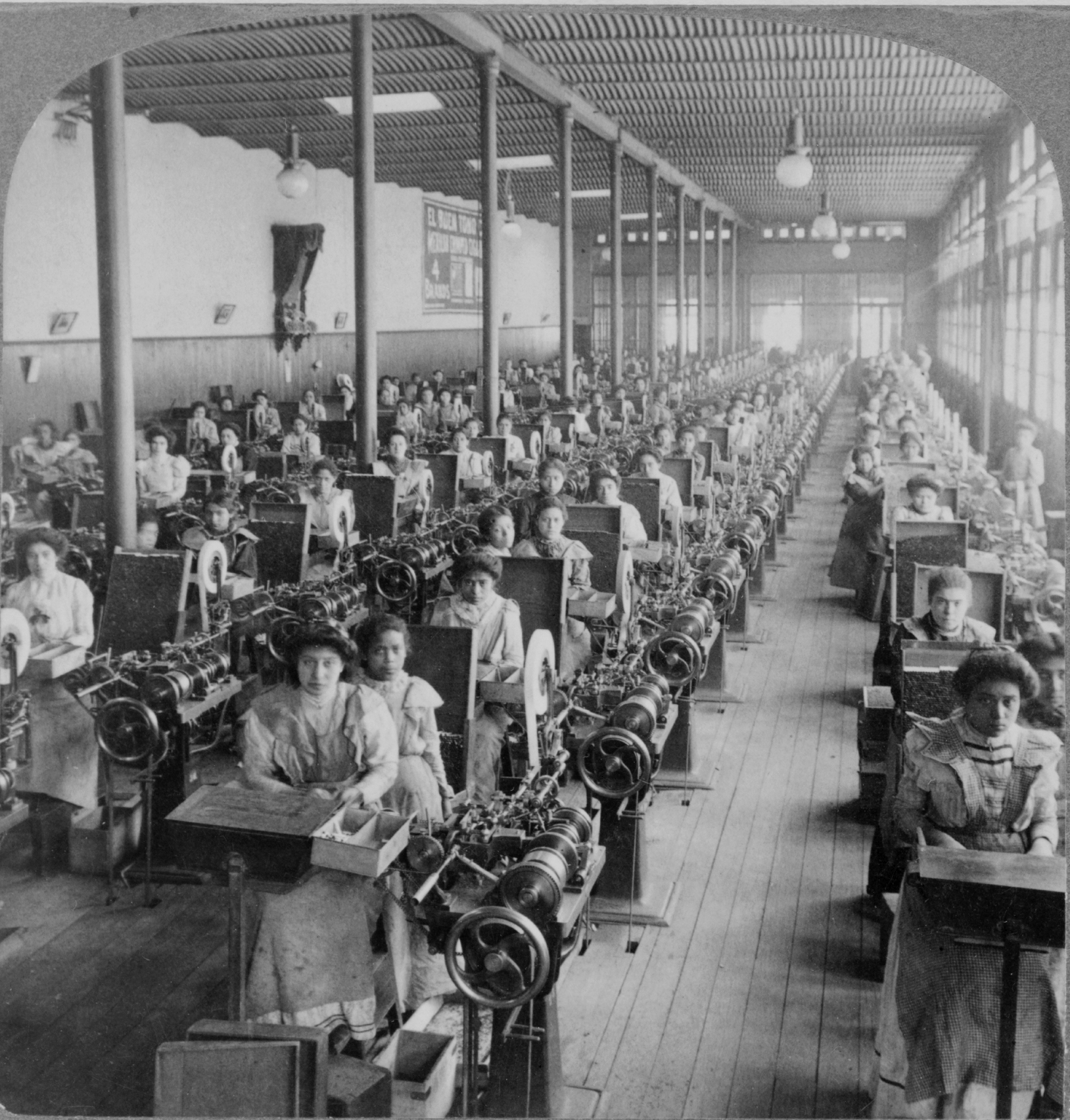
Fábrica no México durante o Porfiriato.

### Economia
A estabilidade fiscal foi alcançada por José Yves Limantour (1854–1935), Secretário da Fazenda do México de 1893 a 1910. Ele era o líder dos tecnocratas bem-educados conhecidos como Científicos, comprometidos com a modernidade e as finanças sólidas. Limantour expandiu o investimento estrangeiro, apoiou o livre comércio e equilibrou o orçamento, pela primeira vez gerando um superávit orçamentário em 1894. No entanto, ele foi incapaz de conter o aumento do custo dos alimentos, que prejudicou os pobres.
O Pânico financeiro de 1907 foi uma crise econômica que causou uma queda repentina na demanda por cobre, prata, ouro, zinco e outros metais mexicanos. O México, por sua vez, cortou suas importações de cavalos e mulas, maquinário de mineração e suprimentos ferroviários. O resultado foi uma depressão econômica no México em 1908-1909 que azedou o otimismo e aumentou o descontentamento com o regime de Díaz, ajudando assim a preparar o cenário para a revolução em 1910.
O México estava vulnerável a choques externos devido ao seu fraco sistema bancário. O sistema bancário era controlado por uma pequena oligarquia, que normalmente fazia empréstimos de longo prazo para seus próprios diretores. Os bancos eram os braços financeiros de coalizões empresariais ampliadas baseadas no parentesco, que usavam os bancos para levantar capital adicional para expandir as empresas. O crescimento econômico foi amplamente baseado no comércio com os Estados Unidos.
O México tinha poucas fábricas em 1880, mas então a industrialização se estabeleceu no Nordeste, especialmente em Monterrey. As fábricas produziam máquinas, têxteis e cerveja, enquanto as fundições processavam minérios. As convenientes conexões ferroviárias com os Estados Unidos próximos deram aos empresários locais de sete famílias ricas de comerciantes uma vantagem competitiva sobre as cidades mais distantes. Novas leis federais em 1884 e 1887 permitiram que as corporações fossem mais flexíveis. Na década de 1920, a American Smelting and Refining Company (ASARCO), uma empresa americana controlada pela família Guggenheim, investiu mais de 20 milhões de pesos e empregou cerca de 2.000 trabalhadores na fundição de cobre e fabricação de fios para atender à demanda por fiação elétrica nos Estados Unidos e no México.

### Agitação rural
Tutino examina o impacto do Porfiriato nas bacias montanhosas ao sul da Cidade do México, que se tornou o coração zapatista durante a Revolução. O crescimento populacional, as ferrovias e a concentração de terras em algumas famílias geraram uma expansão comercial que minou os poderes tradicionais dos aldeões. Os rapazes se sentiam inseguros quanto aos papéis patriarcais que esperavam cumprir. Inicialmente, essa ansiedade se manifestou como violência dentro das famílias e comunidades. Mas, após a derrota de Díaz em 1910, os moradores expressaram sua raiva em ataques revolucionários às elites locais que haviam lucrado mais com o Porfiriato. Os jovens se radicalizaram, pois lutaram por seus papéis tradicionais em relação à terra, à comunidade e ao patriarcado.

## A Revolução Mexicana
A Revolução Mexicana é um termo amplo para descrever as mudanças políticas e sociais no início do século XX. A maioria dos estudiosos considera que abrange os anos de 1910 a 1920, desde a eleição fraudulenta de Porfirio Díaz em 1910 até a eleição de dezembro de 1920 do general do norte Alvaro Obregón. As potências estrangeiras tinham interesses econômicos e estratégicos importantes no resultado das lutas de poder no México, com o envolvimento dos Estados Unidos na Revolução Mexicana desempenhando um papel especialmente significativo.
A Revolução tornou-se cada vez mais ampla, radical e violenta. Os revolucionários buscaram reformas sociais e econômicas de longo alcance, fortalecendo o Estado e enfraquecendo as forças conservadoras representadas pela Igreja, os ricos proprietários de terras e os capitalistas estrangeiros.
Alguns estudiosos consideram a promulgação da Constituição mexicana de 1917 como o ponto final da revolução. “As condições econômicas e sociais melhoraram de acordo com as políticas revolucionárias, de modo que a nova sociedade tomou forma dentro de uma estrutura de instituições revolucionárias oficiais”, com a constituição fornecendo essa estrutura. O trabalho organizado ganhou poder significativo, como visto no Artigo 123 da Constituição de 1917. A reforma agrária no México foi possibilitada pelo Artigo 27. O nacionalismo econômico também foi possibilitado pelo Artigo 27, restringindo a propriedade de empresas por estrangeiros. A Constituição também restringiu ainda mais a Igreja Católica Romana no México; a implementação das restrições no final dos anos 1920 resultou em grande violência na Guerra Cristera. A proibição de reeleição do presidente foi consagrada na Constituição e na prática. A sucessão política foi alcançada em 1929 com a criação do Partido Nacional Revolucionario (PNR), o partido político que dominou a política mexicana desde sua criação até os anos 1990, agora chamado de Partido Revolucionário Institucional.
Um dos principais efeitos da revolução foi o desaparecimento do Exército Federal em 1914, derrotado pelas forças revolucionárias das várias facções da Revolução Mexicana.
A Revolução Mexicana teve como base a participação popular. No início, foi baseado no campesinato, que exigia terra, água e um governo nacional mais solidário. Wasserman descobriu que:
"A participação popular na revolução e suas consequências assumiram três formas. Primeiro, as pessoas comuns, embora muitas vezes em conjunto com os vizinhos da elite, geraram questões locais como acesso à terra, impostos e autonomia da aldeia. Em segundo lugar, as classes populares forneceram soldados para lutar na revolução. Terceiro, as questões locais defendidas por camponeses e trabalhadores enquadraram os discursos nacionais sobre a reforma agrária, o papel da religião e muitas outras questões. "

## Consolidação da revolução, 1920-1940

### Generais revolucionários do norte como presidentes
Três generais sonoranos do Exército Constitucionalista, Álvaro Obregón, Plutarco Elías Calles e Adolfo de la Huerta dominaram o México na década de 1920. Sua experiência de vida no noroeste do México, descrita como um "pragmatismo selvagem" , foi em uma região pouco povoada, conflito com índios, cultura secular em vez de religiosa e rancheiros e fazendeiros independentes e comercialmente orientados. Isso era diferente da agricultura de subsistência da densa população de camponeses indígenas e mestiços fortemente católicos do México central. Obregón era o membro dominante do triunvirato, como o melhor general do Exército Constitucionalista, que derrotou Pancho Villa na batalha. No entanto, todos os três homens eram políticos e administradores qualificados, que aprimoraram suas habilidades em Sonora. Lá eles "formaram seu próprio exército profissional, patrocinaram-se e aliaram-se a sindicatos trabalhistas e expandiram a autoridade governamental para promover o desenvolvimento econômico". Uma vez no poder, eles aumentaram isso para o nível nacional.

#### Presidência de Obregón, 1920–1924
Obregón, Calles e de la Huerta se revoltaram contra Carranza no Plano de Água Prieta em 1920. Após a presidência interina de Adolfo de la Huerta, foram realizadas eleições e Obregón foi eleito para um mandato presidencial de quatro anos. Além de ser o general mais brilhante dos constitucionalistas, Obregón era um político inteligente e empresário de sucesso, cultivando grão-de-bico. Seu governo conseguiu acomodar muitos elementos da sociedade mexicana, exceto o clero mais conservador e os grandes proprietários de terras. Ele não era um ideólogo, mas era um nacionalista revolucionário, sustentando visões aparentemente contraditórias como socialista, capitalista, jacobino, espiritualista e americanófilo. Ele foi capaz de implementar com sucesso políticas emergentes da luta revolucionária; em particular, as políticas bem-sucedidas foram: a integração do trabalho urbano e organizado à vida política por meio do CROM, a melhoria da educação e da produção cultural mexicana sob José Vasconcelos, o movimento de reforma agrária e as medidas tomadas para instituir os direitos civis das mulheres.

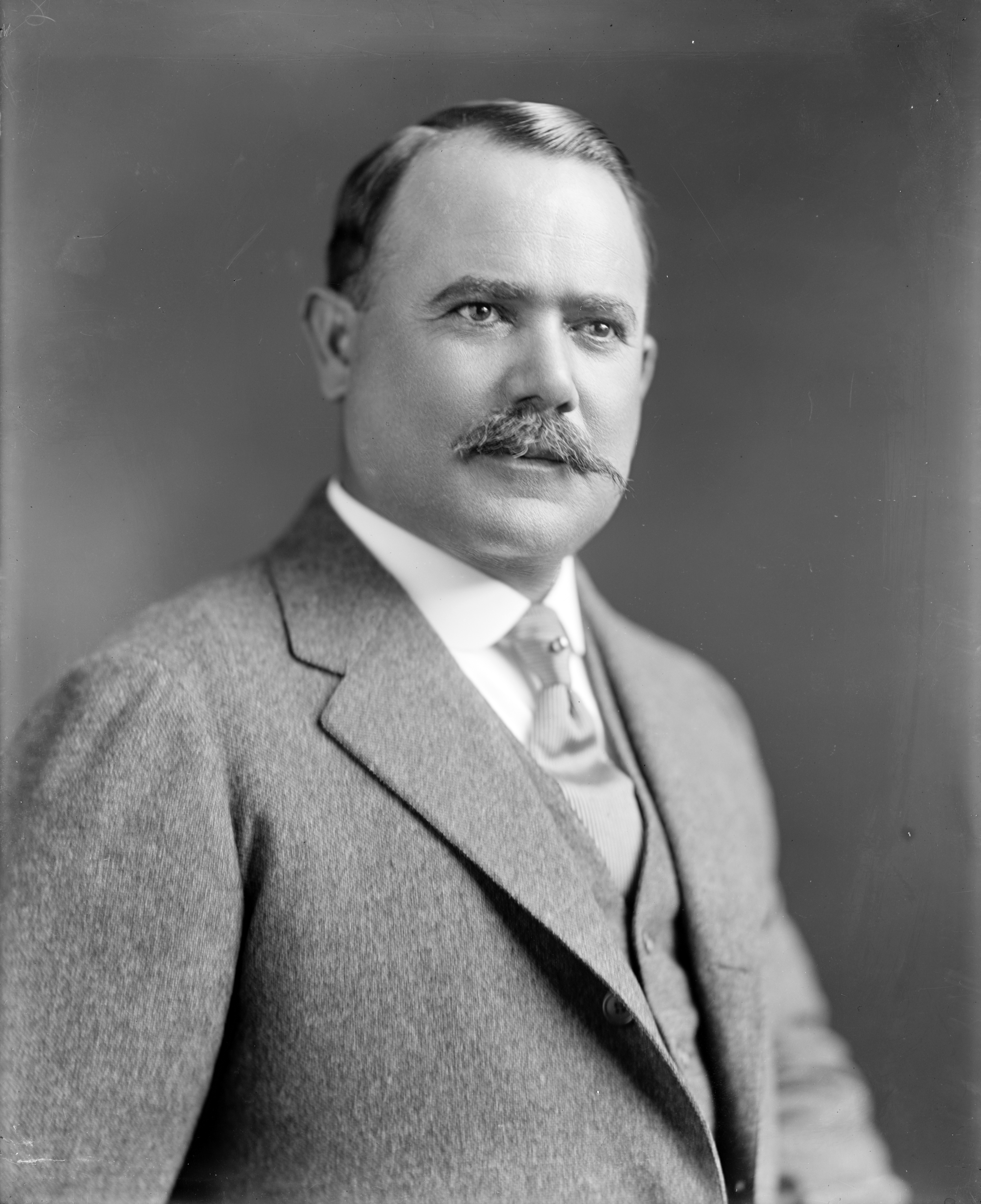
Álvaro Obregón, antigo Presidente do México (1920 - 1924).

Ele enfrentou várias tarefas principais na presidência, principalmente de natureza política. O primeiro foi consolidar o poder do Estado no governo central e coibir os homens fortes regionais (caudilhos); o segundo foi obter reconhecimento diplomático dos Estados Unidos; e o terceiro foi administrar a sucessão presidencial em 1924, quando seu mandato terminou. Sua administração começou a construir o que um estudioso chamou de "um despotismo esclarecido, uma convicção dominante de que o estado sabia o que deveria ser feito e precisava de poderes plenários para cumprir sua missão". Após a violência de quase uma década da Revolução Mexicana, a reconstrução nas mãos de um governo central forte oferecia estabilidade e um caminho de modernização renovada.
Obregón sabia que era necessário que seu regime garantisse o reconhecimento dos Estados Unidos. Com a promulgação da Constituição Mexicana de 1917, o governo mexicano foi autorizado a expropriar os recursos naturais. Os EUA tinham interesses comerciais consideráveis no México, especialmente petróleo, e a ameaça do nacionalismo econômico mexicano às grandes companhias petrolíferas significava que o reconhecimento diplomático poderia depender do compromisso mexicano na implementação da constituição. Em 1923, quando as eleições presidenciais mexicanas estavam no horizonte, Obregón começou a negociar com o governo dos EUA a sério, com os dois governos assinando o Tratado de Bucareli. O tratado resolveu questões sobre os interesses do petróleo estrangeiro no México, em grande parte a favor dos interesses dos EUA, mas o governo de Obregón ganhou reconhecimento diplomático dos EUA. Com isso, armas e munições começaram a fluir para os exércitos revolucionários leais a Obregón.
Uma vez que Obregón nomeou seu colega general de Sonora, Plutarco Elías Calles, como seu sucessor, Obregón estava impondo um nome "pouco conhecido nacionalmente e impopular com muitos generais", dessa forma eliminando as ambições de outros revolucionários, em particular seu antigo camarada Adolfo de la Huerta. De la Huerta encenou uma rebelião séria contra Obregón. Mas Obregón mais uma vez demonstrou seu brilhantismo como um estrategista militar que agora tinha armas e até apoio aéreo dos Estados Unidos para suprimi-lo brutalmente. Cinquenta e quatro ex-Obregonistas foram baleados no evento. Vasconcelos renunciou ao gabinete de Obregón como ministro da Educação.
Embora a Constituição de 1917 tivesse artigos anticlericais ainda mais fortes do que a constituição liberal de 1857, Obregón evitou o confronto com a Igreja Católica Romana no México. Visto que os partidos de oposição política foram essencialmente banidos, a Igreja Católica "preencheu o vazio político e desempenha o papel de uma oposição substituta".

#### Presidência de Calles, 1924-1928
A eleição presidencial de 1924 não foi um caso de eleições livres e justas, mas Obregón não se candidatou à reeleição, reconhecendo assim esse princípio revolucionário, e completou seu mandato presidencial ainda vivo, o primeiro desde Porfirio Díaz. O candidato Calles embarcou na primeira campanha presidencial populista da história do país, quando pediu a redistribuição de terras e prometeu justiça igual, mais educação, direitos trabalhistas adicionais e governança democrática. Calles tentou cumprir suas promessas durante sua fase populista (1924–26) e então iniciou uma fase anticatólica repressiva (1926–28). A postura de Obregón em relação à Igreja parece pragmática, já que havia muitos outros assuntos para ele tratar, mas seu sucessor Calles, um anticlerical veemente, perseguiu a Igreja como instituição e os católicos religiosos quando o sucedeu à presidência, resultando em violência, conflito sangrento e prolongado conhecido como Guerra dos Cristeros.

#### Guerra dos Cristeros (1926–1929)

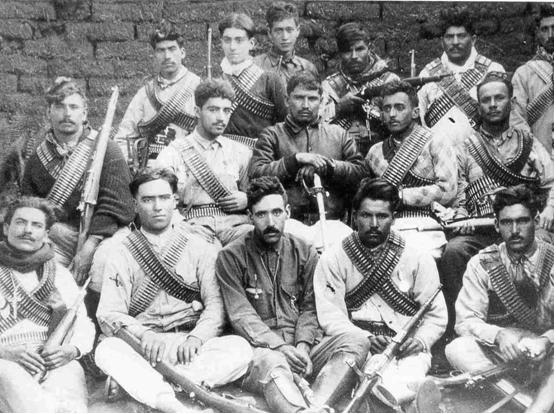
Unidade de Cristeros se preparando para a batalha.

A Guerra Cristera de 1926 a 1929 foi uma contra-revolução contra o regime de Calles deflagrada por sua perseguição à Igreja Católica no México [84] e, especificamente, a aplicação estrita das disposições anticlericais da Constituição mexicana de 1917 e a expansão de outras leis anticlericais.
Vários artigos da Constituição de 1917 estavam em questão: a) Artigo 5 (proibindo as ordens religiosas monásticas); b) Artigo 24 (proibindo o culto público fora dos edifícios da igreja); e c) Artigo 27 (restringindo os direitos das organizações religiosas à propriedade). Finalmente, o Artigo 130 retirou os direitos civis básicos do clero: padres e líderes religiosos foram impedidos de usar seus hábitos, foram negados o direito de votar e não foram autorizados a comentar sobre assuntos públicos na imprensa.
As rebeliões formais começaram no início de 1927, com os rebeldes se autodenominando Cristeros porque sentiam que estavam lutando pelo próprio Jesus Cristo. Os leigos assumiram no vácuo criado pela remoção dos padres e, com o tempo, a Igreja saiu fortalecida. A Guerra Cristero foi resolvida diplomaticamente, em grande parte com a ajuda do Embaixador dos EUA, Dwight Whitney Morrow.
O conflito ceifou cerca de 90.000 vidas: 57.000 no lado federal, 30.000 combatentes cristeros, e civis e ex-cristeros mortos em ataques anticlericais após o fim da guerra. Conforme prometido na resolução diplomática, as leis consideradas ofensivas pelos Cristeros permaneceram nos livros, mas o governo federal não fez nenhuma tentativa organizada de aplicá-las. No entanto, a perseguição aos padres católicos continuou em várias localidades, alimentada pela interpretação da lei pelas autoridades locais.

### Maximato e a formação do PNR
Após o mandato presidencial de Calles, encerrado em 1928, o ex-presidente Álvaro Obregón conquistou a presidência. No entanto, ele foi assassinado imediatamente após as eleições de julho, e houve um vácuo de poder. Calles não poderia se candidatar imediatamente às eleições, então precisava haver uma solução para a crise. Generais revolucionários e outros na elite do poder concordaram que o congresso deveria nomear um presidente interino e novas eleições realizadas em 1928. O Congresso escolheu Emilio Portes Gil para atuar como presidente interino.

Logo do Partido Nacional Revolucionário.

Calles criou uma solução mais permanente para a sucessão presidencial com a fundação do Partido Nacional Revolucionário (PNR) em 1929. Era um partido nacional que seria uma instituição permanente, ao invés de uma instituição local e efêmera. Calles tornou-se o poder por trás da presidência neste período, conhecido como Maximato, em homenagem ao seu título de jefe máximo (líder máximo).
O partido reunia caudilhos regionais, organizações sindicais integradas e ligas camponesas, de forma que era capaz de controlar o processo político. Durante o mandato de seis anos que Obregón cumpriu, três presidentes ocuparam o cargo, Emilio Portes Gil, Pascual Ortiz Rubio e Abelardo L. Rodríguez, com Calles sendo o poder por trás da presidência. Em 1934, o PNR escolheu o apoiador de Calles Lázaro Cárdenas, um general revolucionário com base de poder político em Michoacán, como candidato do PNR à presidência mexicana. Após um período inicial de aquiescência ao papel de Calles em intervir na presidência, Cárdenas superou seu ex-patrono e acabou mandando-o para o exílio.
Cárdenas reformou a estrutura do PNR, resultando na criação do PRM (Partido Revolucionario Mexicano), o Partido Revolucionário Mexicano, que incluía o exército como um setor partidário. Ele havia convencido a maioria dos generais revolucionários restantes a entregar seus exércitos pessoais ao exército mexicano; a data de fundação do partido PRM é, portanto, considerada por alguns como o fim da Revolução. O partido foi reestruturado novamente em 1946 e renomeado como Partido Revolucionário Institucional (PRI) e manteve o poder continuamente até 2000. Depois de se estabelecer como partido no poder, o PRI monopolizou todos os ramos políticos: não perdeu uma cadeira no Senado até 1988 ou uma corrida para governador até 1989.

## "Da revolução para a evolução", 1940-1970

### Presidência de Manuel Ávila Camacho e Segunda Guerra Mundial

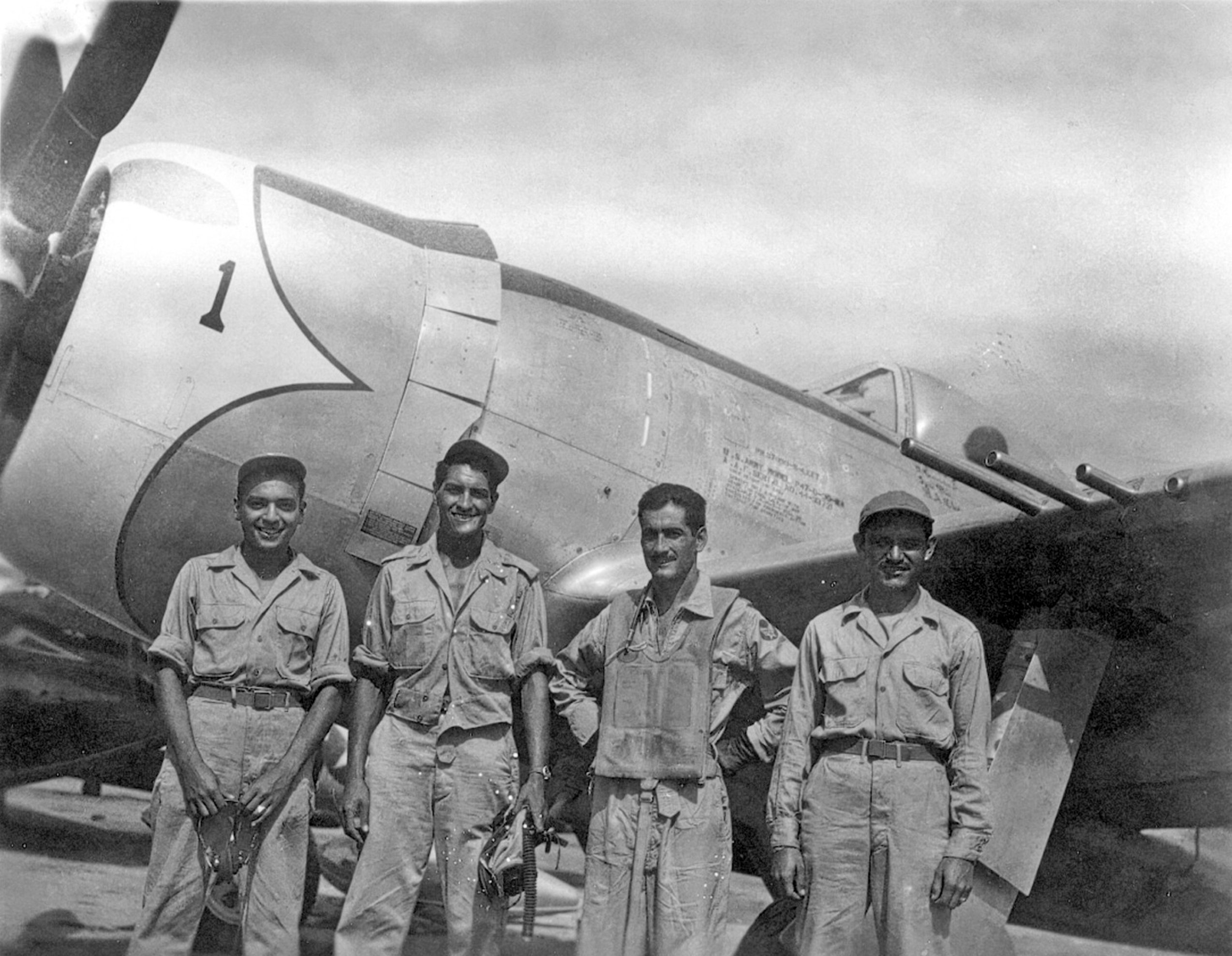
Os Águias Astecas após uma missão de combate.

Manuel Ávila Camacho, o sucessor de Cárdenas, presidiu uma "ponte" entre a era revolucionária e a era da política da máquina do PRI que durou até 2000. Ávila, afastando-se da autarquia nacionalista, propôs criar um clima favorável ao investimento internacional, que tinha foi uma política favorecida quase duas gerações antes por Madero. O regime de Ávila congelou salários, reprimiu greves e perseguiu dissidentes com uma lei que proibia o "crime de dissolução social". Durante este período, o PRI mudou para a direita e abandonou muito do nacionalismo radical do início da era Cárdenas. Miguel Alemán Valdés, o sucessor de Ávila, teve até o Artigo 27 alterado para proteger os proprietários de terras de elite.
O México desempenhou um papel militar relativamente menor na Segunda Guerra Mundial em termos de envio de tropas, mas havia outras oportunidades para contribuir significativamente. As relações entre o México e os EUA foram aquecidas na década de 1930, principalmente depois que o presidente dos EUA, Franklin Delano Roosevelt, implementou a Política de Boa Vizinhança para os países latino-americanos. Mesmo antes do início das hostilidades entre o Eixo e as potências aliadas, o México alinhou-se firmemente com os Estados Unidos, inicialmente como um defensor da "neutralidade beligerante" que os EUA seguiam antes do ataque a Pearl Harbor em dezembro de 1941. O México sancionou empresas e indivíduos identificados pelo governo dos EUA como apoiadores das potências do Eixo; em agosto de 1941, o México rompeu os laços econômicos com a Alemanha, depois chamou de volta seus diplomatas da Alemanha e fechou os consulados alemães no México. A Confederação dos Trabalhadores Mexicanos (CTM) e a Confederação dos Camponeses Mexicanos (CNC) organizaram manifestações massivas em apoio ao governo.
Após perdas de navios de petróleo no Golfo (Potrero del Llano e Faja de Oro) para submarinos alemães (U-564 e U-106 respectivamente), o governo mexicano declarou guerra às potências do Eixo em 30 de maio de 1942. Talvez a unidade de combate mais famosa do exército mexicano tenha sido o Escuadrón 201, também conhecido como Águias Astecas.
Esse grupo era formado por mais de 300 voluntários, que haviam sido treinados nos Estados Unidos para lutar contra o Japão. O Escuadrón 201 foi a primeira unidade militar mexicana treinada para combate no exterior e lutou durante a libertação das Filipinas, trabalhando com a Quinta Força Aérea dos EUA no último ano da guerra.
Embora a maioria dos países latino-americanos tenha entrado na guerra pelo lado dos Aliados, o México e o Brasil foram as únicas nações latino-americanas que enviaram tropas para lutar no exterior durante a Segunda Guerra Mundial.
Com tantos recrutados, os EUA precisavam de trabalhadores agrícolas. O Programa Bracero deu a oportunidade para 290.000 mexicanos de trabalhar temporariamente em fazendas americanas, especialmente no Texas.

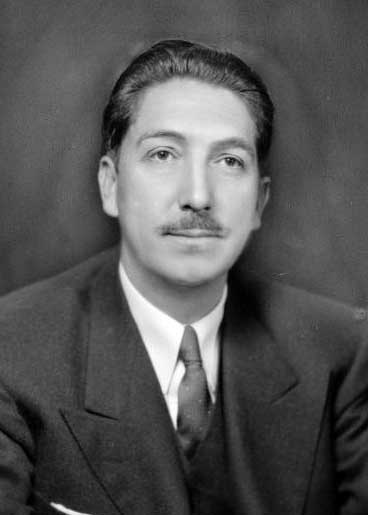
Presidente Miguel Alemán Valdés, durante o milagre econômico mexicano.

### Milagre econômico (1940–1970)
O milagre econômico mexicano ocorreu nas 3 décadas após a Segunda Guerra, quando o México experimentou um crescimento econômico impressionante. Um componente chave desse fenômeno foi a conquista da estabilidade política, que desde a fundação do partido dominante assegurou a sucessão presidencial estável e o controle de setores trabalhistas e camponeses potencialmente dissidentes por meio da participação na estrutura partidária. Em 1938, Lázaro Cárdenas utilizou o artigo 27 da Constituição de 1917, que concedia direitos de subsolo ao governo mexicano, para expropriar empresas petrolíferas estrangeiras. Foi um movimento popular, mas não gerou mais desapropriações importantes. Com Manuel Avila Camacho, o México se aproximou dos EUA, como um aliado na Segunda Guerra Mundial. Essa aliança trouxe ganhos econômicos significativos para o México. Ao fornecer materiais de guerra brutos e acabados aos Aliados, o México acumulou ativos significativos que no período pós-guerra poderiam ser traduzidos em crescimento sustentado e industrialização.
Depois de 1946, o governo deu uma guinada à direita com o presidente Miguel Alemán, que repudiou as políticas dos presidentes anteriores. O México buscou o desenvolvimento industrial, por meio da industrialização por substituição de importações, o início da construção de centros tecnológicos como a Ciudad Universitaria (complexo com cerca de 40 faculdades e institutos, o Centro Cultural, uma reserva ecológica, a Biblioteca Central e diversos museus) e as tarifas contra as importações estrangeiras. Industriais mexicanos, incluindo um grupo em Monterrey, Nuevo León, bem como ricos empresários da Cidade do México juntaram-se à coalizão de Alemán. Alemán domesticou o movimento operário em favor de políticas de apoio aos industriais.

### Conflito com a Guatemala
O conflito entre México Guatemala foi um conflito armado entre os países latino-americanos México e Guatemala, no qual barcos pesqueiros civis foram alvejados pela Força Aérea da Guatemala. As hostilidades foram desencadeadas pela posse de Miguel Ydígoras como presidente da Guatemala em 2 de março de 1958.

## O fim da hegemonia do PRI
Em 1995 o presidente Ernesto Zedillo via-se confrontado com uma grave crise económica. Aconteceram manifestações na Cidade do México e a presença militar constante em Chiapas, após o aparecimento do Exército Zapatista de Libertação Nacional em 1994. Foi também Zedillo que dirigiu reformas políticas e eleitorais que reduziram a capacidade do PRI em manter o poder. Após as eleições de 1988, as quais foram extremamente disputadas e aparentemente perdidas pelo partido do governo, foi criado o Instituto Federal Electoral (IFE). Este instituto é dirigido por cidadãos e tem como missão certificar-se que as eleições são conduzidas de forma legal e justa.
Como resultado do descontentamento popular, o candidato presidencial do Partido Acción Nacional (PAN), Vicente Fox Quesada foi eleito presidente em 2 de julho de 2000, não tendo conseguido a maioria no congresso. O resultado desta eleição pôs termo a 71 anos de hegemonia do PRI na presidência.
Actualmente, as preocupações económico-sociais incluem baixos salários reais, o emprego precário de grande parte da população, a desigualdade na distribuição dos rendimentos bem como as escassas oportunidades de melhoria de vida da população ameríndia dos estados empobrecidos do sul do país, apesar dos esforços feitos pelo governo sobretudo no controlo da inflação. O país continua a debater-se com problemas de controlo económico e desenvolvimento, particularmente no sector petrolífero e nas relações comerciais com os Estados Unidos. A corrupção e violência com raízes no narcotráfico tornaram-se também um problema sério nos últimos anos.